# 奥格斯堡火车总站
奥格斯堡火车总站（德語：Augsburg Hauptbahnhof）是德国巴伐利亚州奥格斯堡市和施瓦本行政区的火车总站。这里日均发送旅客超过50,000人次，并开行有各类长途、区域及货运列车约1,000班次。它拥有德国大城市中现存仍在营运的最古老车站大楼，这是根据爱德华多·吕伯的设计始建于1843年至1846年。其现有的新古典主义风格外观则是在1869年由弗里德里希·比尔克莱因所设计。车站共设有9条基础轨道、逾450个转辙器和超过250个铁路信号机。信号所是为迎接1972年慕尼黑奥运会而斥资4,000万德国马克兴建。

## 结构
奥格斯堡的首座车站是由慕尼黑-奥格斯堡铁路公司在1840年建于红门附近。原历史悠久的大堂曾在1880年作为一个军事骑术学校使用，并自1920年起被奥格斯堡城市公用事业的交通部门用作主要的车间。在1846年完成国有化改革后，一座新的火车总站于现址投入使用。它按通过站的功能设计，共设有4个非无障碍环境的岛式月台和9条通过式轨道，以及另外6条尽头式轨道。位于车站大楼后方的1道则拥有自身的站台。

### 车站大楼

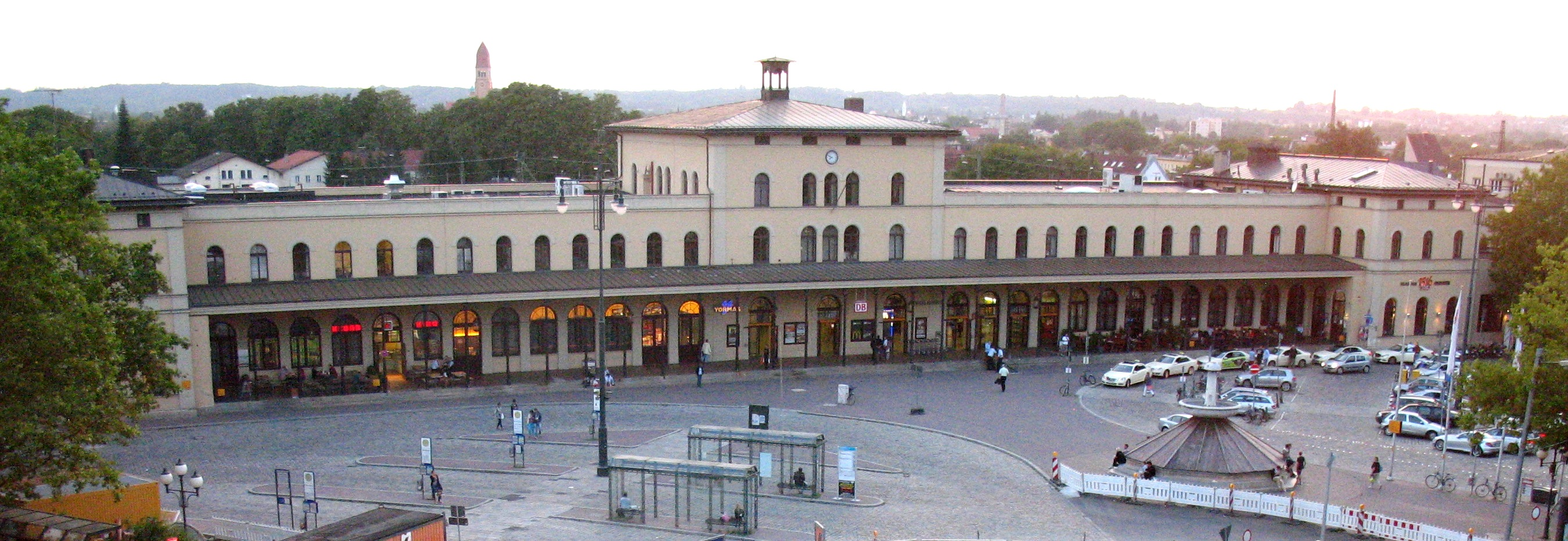
奥格斯堡总站的车站大楼

车站大楼共分为3个部分。较大的中央部分是车站正厅，它配备有电子显示屏、自动售票机、咨询亭和候车设施。其中一个侧翼是德国铁路的客户服务中心，并设置有售票柜台。另一个侧翼则是餐饮及购物区域，这里同时也能找到车站书店。
该建筑始建于1845年，因此在车站入口处上方的牌匾中题有“联邦共和国的大城市中仍在营运的最古老车站大楼（das älteste Bahnhofs-Empfangsgebäude in einer Großstadt der Bundesrepublik, das noch in Betrieb ist）”字样。从1869年至1871年，建筑师弗里德里希·比尔克莱因已将该建筑改造为新古典主义风格的样式。
车站大楼最近一次大规模的现代化和翻新工程发生于1983年至1984年。至2007年，餐饮区域也进行了升级和扩建，并在正厅中安装了新的数码显示屏。南翼则在2011年至2012年进行了翻修，用于旅客的候车区域和餐饮区域得到了进一步的增大。

### 车站周边
大楼的前部设有一个带喷泉的大型广场，以及一个带有的士站的停车场和一个用于本地巴士服务的巴士站。广场两侧还设有购物中心：其中一侧是富格尔城市中心（Fuggerstadt-Center），另一侧则是包含城际酒店的博胡斯中心（Bohus-Center）。
车站以西是货运站及原编组站，但如今已几乎不再使用。车站以南则是原本的“内场装卸区（inneren Ladehof）”，这里充斥着许多残旧及空置的建筑物，并将在未来几年内会被拆除。车站南部同样也设有自1972年5月以来投入使用的中央信号所和德国联邦警察的大楼。

## 列车服务

### 长途运输

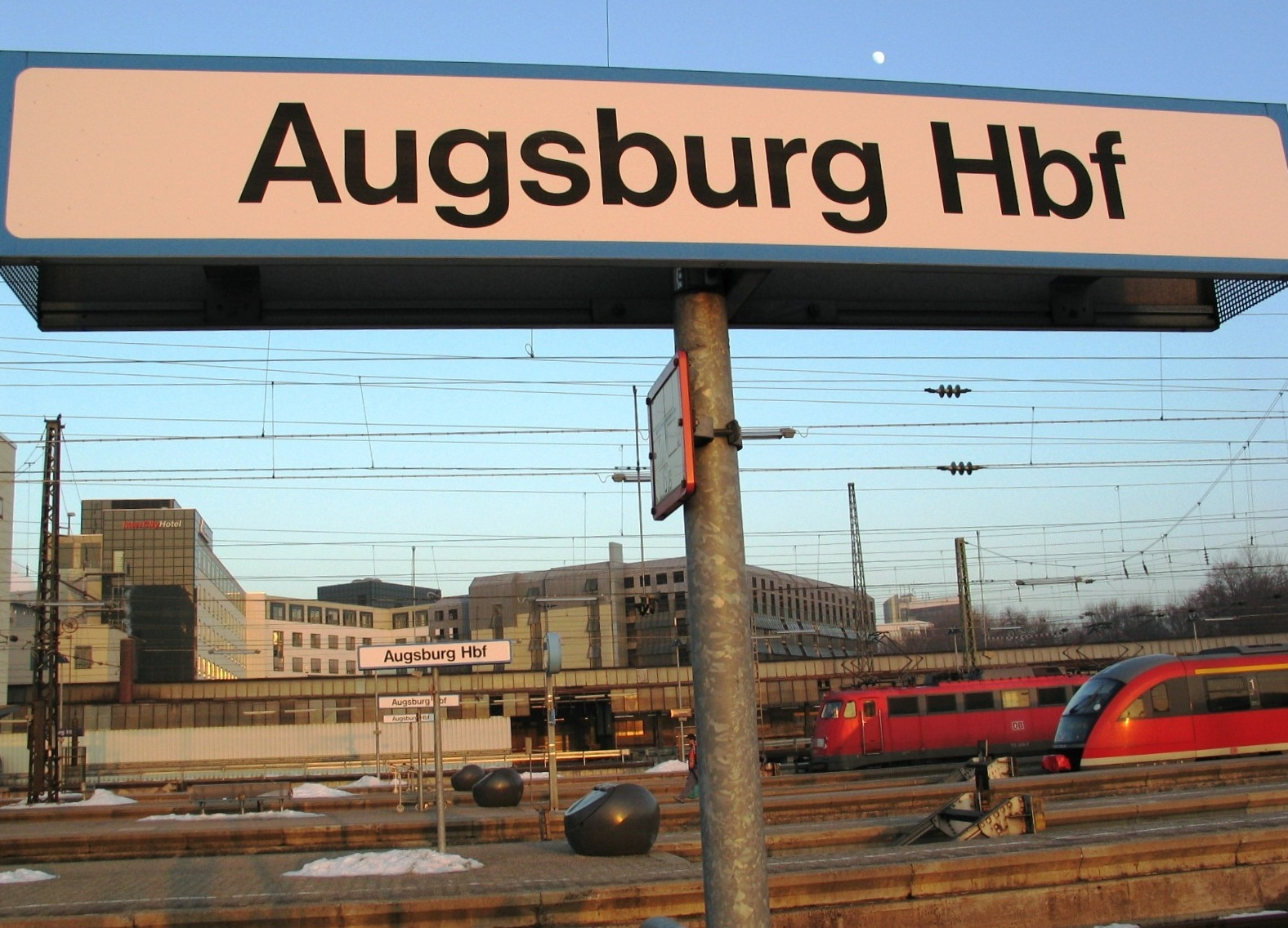
奥格斯堡总站站牌

在1939年的夏季运行图中，每日共有87班长途列车行经奥格斯堡。
作为一座长途车站，奥格斯堡火车总站位于德国最繁忙的铁路线——慕尼黑－奥格斯堡铁路（原巴伐利亚马克西米利安铁路的一部分）的起讫点。除了城际列车（IC）、欧城列车（EC）和城市夜线（CNL）外，这里还开行有从慕尼黑发往斯图加特或纽伦堡方向的城际快车（ICE）。此外，法国的TGV列车、奥地利的锐捷列车（RJ）也设有班次停靠于该站。
该铁路线目前已被扩建为四线的高速铁路（自2011年起仍有小段未完成，但已能够贯穿通行）。它与经过改造升级的斯图加特－奥格斯堡高速铁路共同被纳入欧盟制定的欧洲中轴线（全欧交通网络第17号轴线，由巴黎至布达佩斯或布拉迪斯拉发）的组成部分。
随着纽伦堡－慕尼黑高速铁路在2006年6月投入运营并被整合入德国的城际快车网络，自同年12月的运行图调整起，部分城际快车服务，即原本途经奥格斯堡的120班城际快车中有30班改为经由北部的因戈尔施塔特运行。作为部分长途列车的替代，阿尔高-弗兰肯快车在纽伦堡至奥格斯堡之间增开了每日4对与城际快车运行时间相当的列车服务。
在2006年，每日有大约10,000名旅客经由奥格斯堡总站办理长途运输的乘降。根据德国铁路的报道，若以长途列车停靠量衡量，奥格斯堡总站凭借着日均90班长途列车的停靠量而成为巴伐利亚州第三大的铁路车站。
随着埃本斯费尔德（纽伦堡）至埃尔福特之间以及埃尔福特至莱比锡/哈勒之间的新造高速铁路投入运营，未来从奥格斯堡前往柏林的城际快车将经由哈勒运行。
截至2014年，共有以下长途列车停靠于奥格斯堡总站：
| 线路     | 经由 | 经由 | 经由 | 经由 | 经由 | 间隔      |
| -------- | --- | --- | --- | --- | --- | --------- |
| ICE 11   | 柏林东 － 柏林 － 布伦瑞克 － 卡塞尔-威廉山 － 法兰克福 － 曼海姆 － 斯图加特 － 乌尔姆 － 奥格斯堡 － 慕尼黑                  | 柏林东 － 柏林 － 布伦瑞克 － 卡塞尔-威廉山 － 法兰克福 － 曼海姆 － 斯图加特 － 乌尔姆 － 奥格斯堡 － 慕尼黑                  | 柏林东 － 柏林 － 布伦瑞克 － 卡塞尔-威廉山 － 法兰克福 － 曼海姆 － 斯图加特 － 乌尔姆 － 奥格斯堡 － 慕尼黑                  | 柏林东 － 柏林 － 布伦瑞克 － 卡塞尔-威廉山 － 法兰克福 － 曼海姆 － 斯图加特 － 乌尔姆 － 奥格斯堡 － 慕尼黑                  | 柏林东 － 柏林 － 布伦瑞克 － 卡塞尔-威廉山 － 法兰克福 － 曼海姆 － 斯图加特 － 乌尔姆 － 奥格斯堡 － 慕尼黑                  | 两小时1班 |
| ICE 25   | （吕贝克 －） 汉堡 － | 汉诺威 － 哥廷根 － 卡塞尔-威廉山 － 富尔达 － 维尔茨堡 － 奥格斯堡 － 慕尼黑 （－ 加尔米施-帕滕基兴）                         | 汉诺威 － 哥廷根 － 卡塞尔-威廉山 － 富尔达 － 维尔茨堡 － 奥格斯堡 － 慕尼黑 （－ 加尔米施-帕滕基兴）                         | 汉诺威 － 哥廷根 － 卡塞尔-威廉山 － 富尔达 － 维尔茨堡 － 奥格斯堡 － 慕尼黑 （－ 加尔米施-帕滕基兴）                         | 汉诺威 － 哥廷根 － 卡塞尔-威廉山 － 富尔达 － 维尔茨堡 － 奥格斯堡 － 慕尼黑 （－ 加尔米施-帕滕基兴）                         | 两小时1班 |
| ICE 25   | （奥尔登堡 －） 不来梅 － | 汉诺威 － 哥廷根 － 卡塞尔-威廉山 － 富尔达 － 维尔茨堡 － 奥格斯堡 － 慕尼黑 （－ 加尔米施-帕滕基兴）                         | 汉诺威 － 哥廷根 － 卡塞尔-威廉山 － 富尔达 － 维尔茨堡 － 奥格斯堡 － 慕尼黑 （－ 加尔米施-帕滕基兴）                         | 汉诺威 － 哥廷根 － 卡塞尔-威廉山 － 富尔达 － 维尔茨堡 － 奥格斯堡 － 慕尼黑 （－ 加尔米施-帕滕基兴）                         | 汉诺威 － 哥廷根 － 卡塞尔-威廉山 － 富尔达 － 维尔茨堡 － 奥格斯堡 － 慕尼黑 （－ 加尔米施-帕滕基兴）                         | 两小时1班 |
| ICE 28   | （基尔 －） 汉堡 － | 柏林 － | 莱比锡 － | 耶拿 － 纽伦堡 － 奥格斯堡 － 慕尼黑                                                                                           | （－ 因斯布鲁克） | 两小时1班 |
| ICE 28   | （瓦尔内明德 － 罗斯托克 －） 柏林健康泉 －                                                                                    | 柏林 － | （哈勒 － 瑙姆堡 －） | 耶拿 － 纽伦堡 － 奥格斯堡 － 慕尼黑                                                                                           | （－ 加尔米施-帕滕基兴） | 两小时1班 |
| ICE 42   | （汉堡 － 不来梅 －） 多特蒙德 －                                                                                              | 波鸿 － 埃森 － 杜伊斯堡 － 杜塞尔多夫 －                                                                                      | 科隆 － 西格堡/波恩 － 法兰克福机场 － 曼海姆 － 斯图加特 － 乌尔姆 － 奥格斯堡 － 慕尼黑                                      | 科隆 － 西格堡/波恩 － 法兰克福机场 － 曼海姆 － 斯图加特 － 乌尔姆 － 奥格斯堡 － 慕尼黑                                      | 科隆 － 西格堡/波恩 － 法兰克福机场 － 曼海姆 － 斯图加特 － 乌尔姆 － 奥格斯堡 － 慕尼黑                                      | 两小时1班 |
| ICE 42   | （汉堡 － 不来梅 －） 多特蒙德 －                                                                                              | 哈根 － 伍珀塔尔 － 索林根 －                                                                                                  | 科隆 － 西格堡/波恩 － 法兰克福机场 － 曼海姆 － 斯图加特 － 乌尔姆 － 奥格斯堡 － 慕尼黑                                      | 科隆 － 西格堡/波恩 － 法兰克福机场 － 曼海姆 － 斯图加特 － 乌尔姆 － 奥格斯堡 － 慕尼黑                                      | 科隆 － 西格堡/波恩 － 法兰克福机场 － 曼海姆 － 斯图加特 － 乌尔姆 － 奥格斯堡 － 慕尼黑                                      | 两小时1班 |
| TGV 83   | 巴黎东 － 斯特拉斯堡 － 卡尔斯鲁厄 － 斯图加特 － 乌尔姆 － 奥格斯堡 － 慕尼黑                                                 | 巴黎东 － 斯特拉斯堡 － 卡尔斯鲁厄 － 斯图加特 － 乌尔姆 － 奥格斯堡 － 慕尼黑                                                 | 巴黎东 － 斯特拉斯堡 － 卡尔斯鲁厄 － 斯图加特 － 乌尔姆 － 奥格斯堡 － 慕尼黑                                                 | 巴黎东 － 斯特拉斯堡 － 卡尔斯鲁厄 － 斯图加特 － 乌尔姆 － 奥格斯堡 － 慕尼黑                                                 | 巴黎东 － 斯特拉斯堡 － 卡尔斯鲁厄 － 斯图加特 － 乌尔姆 － 奥格斯堡 － 慕尼黑                                                 | 每日1班   |
| RJ 90    | （威斯巴登 －） 法兰克福 － 曼海姆 － 斯图加特 － 乌尔姆 － 奥格斯堡 － 慕尼黑 － 萨尔茨堡 － 维也纳西 － 布达佩斯东           | （威斯巴登 －） 法兰克福 － 曼海姆 － 斯图加特 － 乌尔姆 － 奥格斯堡 － 慕尼黑 － 萨尔茨堡 － 维也纳西 － 布达佩斯东           | （威斯巴登 －） 法兰克福 － 曼海姆 － 斯图加特 － 乌尔姆 － 奥格斯堡 － 慕尼黑 － 萨尔茨堡 － 维也纳西 － 布达佩斯东           | （威斯巴登 －） 法兰克福 － 曼海姆 － 斯图加特 － 乌尔姆 － 奥格斯堡 － 慕尼黑 － 萨尔茨堡 － 维也纳西 － 布达佩斯东           | （威斯巴登 －） 法兰克福 － 曼海姆 － 斯图加特 － 乌尔姆 － 奥格斯堡 － 慕尼黑 － 萨尔茨堡 － 维也纳西 － 布达佩斯东           | 两周1班   |
| IC 26    | （韦斯特兰 －） 汉堡 － 汉诺威 － 哥廷根 － 卡塞尔-威廉山 － 富尔达 － 维尔茨堡 － 纽伦堡 － 奥格斯堡                          | （韦斯特兰 －） 汉堡 － 汉诺威 － 哥廷根 － 卡塞尔-威廉山 － 富尔达 － 维尔茨堡 － 纽伦堡 － 奥格斯堡                          | （韦斯特兰 －） 汉堡 － 汉诺威 － 哥廷根 － 卡塞尔-威廉山 － 富尔达 － 维尔茨堡 － 纽伦堡 － 奥格斯堡                          | （韦斯特兰 －） 汉堡 － 汉诺威 － 哥廷根 － 卡塞尔-威廉山 － 富尔达 － 维尔茨堡 － 纽伦堡 － 奥格斯堡                          | （－ 奥伯斯多夫） | 每日1班   |
| IC 26    | （韦斯特兰 －） 汉堡 － 汉诺威 － 哥廷根 － 卡塞尔-威廉山 － 富尔达 － 维尔茨堡 － 纽伦堡 － 奥格斯堡                          | （韦斯特兰 －） 汉堡 － 汉诺威 － 哥廷根 － 卡塞尔-威廉山 － 富尔达 － 维尔茨堡 － 纽伦堡 － 奥格斯堡                          | （韦斯特兰 －） 汉堡 － 汉诺威 － 哥廷根 － 卡塞尔-威廉山 － 富尔达 － 维尔茨堡 － 纽伦堡 － 奥格斯堡                          | （韦斯特兰 －） 汉堡 － 汉诺威 － 哥廷根 － 卡塞尔-威廉山 － 富尔达 － 维尔茨堡 － 纽伦堡 － 奥格斯堡                          | 慕尼黑 （－ 慕尼黑东 － 贝希特斯加登）                                                                                         | 每日1班   |
| IC 28    | 瓦尔内明德 － 柏林 － 莱比锡 － 纽伦堡 － 奥格斯堡 － 慕尼黑                                                                   | 瓦尔内明德 － 柏林 － 莱比锡 － 纽伦堡 － 奥格斯堡 － 慕尼黑                                                                   | 瓦尔内明德 － 柏林 － 莱比锡 － 纽伦堡 － 奥格斯堡 － 慕尼黑                                                                   | 瓦尔内明德 － 柏林 － 莱比锡 － 纽伦堡 － 奥格斯堡 － 慕尼黑                                                                   | 瓦尔内明德 － 柏林 － 莱比锡 － 纽伦堡 － 奥格斯堡 － 慕尼黑                                                                   | 每日1班   |
| EC 32    | 多特蒙德 － 埃森 － 杜伊斯堡 － 科隆 － 科布伦茨 － 曼海姆 － 斯图加特 － 乌尔姆 － 奥格斯堡 － 慕尼黑 － 萨尔茨堡 － 克拉根福 | 多特蒙德 － 埃森 － 杜伊斯堡 － 科隆 － 科布伦茨 － 曼海姆 － 斯图加特 － 乌尔姆 － 奥格斯堡 － 慕尼黑 － 萨尔茨堡 － 克拉根福 | 多特蒙德 － 埃森 － 杜伊斯堡 － 科隆 － 科布伦茨 － 曼海姆 － 斯图加特 － 乌尔姆 － 奥格斯堡 － 慕尼黑 － 萨尔茨堡 － 克拉根福 | 多特蒙德 － 埃森 － 杜伊斯堡 － 科隆 － 科布伦茨 － 曼海姆 － 斯图加特 － 乌尔姆 － 奥格斯堡 － 慕尼黑 － 萨尔茨堡 － 克拉根福 | 多特蒙德 － 埃森 － 杜伊斯堡 － 科隆 － 科布伦茨 － 曼海姆 － 斯图加特 － 乌尔姆 － 奥格斯堡 － 慕尼黑 － 萨尔茨堡 － 克拉根福 | 每日1班   |
| IC/EC 62 | 法兰克福 － 达姆斯塔特 － 海德堡 －                                                                                            | 法兰克福 － 达姆斯塔特 － 海德堡 －                                                                                            | 斯图加特 － 乌尔姆 － 奥格斯堡 － 慕尼黑 － 萨尔茨堡 －                                                                        | 斯图加特 － 乌尔姆 － 奥格斯堡 － 慕尼黑 － 萨尔茨堡 －                                                                        | 维也纳西 | 两小时1班 |
| IC/EC 62 | 萨尔布吕肯 － 凯泽斯劳滕 － 曼海姆 －                                                                                          | 萨尔布吕肯 － 凯泽斯劳滕 － 曼海姆 －                                                                                          | 斯图加特 － 乌尔姆 － 奥格斯堡 － 慕尼黑 － 萨尔茨堡 －                                                                        | 斯图加特 － 乌尔姆 － 奥格斯堡 － 慕尼黑 － 萨尔茨堡 －                                                                        | 克拉根福 | 两小时1班 |
| CNL      | 波鲁克斯号： 阿姆斯特丹 － 阿纳姆 － 杜伊斯堡 － 杜塞尔多夫 － 科隆 － 波恩 － 科布伦茨 －                                     | 波鲁克斯号： 阿姆斯特丹 － 阿纳姆 － 杜伊斯堡 － 杜塞尔多夫 － 科隆 － 波恩 － 科布伦茨 －                                     | 波鲁克斯号： 阿姆斯特丹 － 阿纳姆 － 杜伊斯堡 － 杜塞尔多夫 － 科隆 － 波恩 － 科布伦茨 －                                     | 斯图加特 － 乌尔姆 － 奥格斯堡 － 慕尼黑 （－ 因斯布鲁克）                                                                     | 斯图加特 － 乌尔姆 － 奥格斯堡 － 慕尼黑 （－ 因斯布鲁克）                                                                     | 每日1班   |
| CNL      | 仙后座号： 巴黎东 － 梅斯 － 萨尔布吕肯 － 凯泽斯劳滕 －                                                                       | | | 斯图加特 － 乌尔姆 － 奥格斯堡 － 慕尼黑 （－ 因斯布鲁克）                                                                     | 斯图加特 － 乌尔姆 － 奥格斯堡 － 慕尼黑 （－ 因斯布鲁克）                                                                     | 每日1班   |
| CNL      | 罗盘座号： 汉堡-阿尔托纳 － 汉堡 － 不来梅 － 汉诺威 －                                                                        | 罗盘座号： 汉堡-阿尔托纳 － 汉堡 － 不来梅 － 汉诺威 －                                                                        | 罗盘座号： 汉堡-阿尔托纳 － 汉堡 － 不来梅 － 汉诺威 －                                                                        | 罗盘座号： 汉堡-阿尔托纳 － 汉堡 － 不来梅 － 汉诺威 －                                                                        | 奥格斯堡 － 慕尼黑 | 每日1班   |
| CNL      | 五车二号： 柏林-利希滕贝格 － 柏林 － 马格德堡 － 布伦瑞克 － 希尔德斯海姆 －                                                  | | | | 奥格斯堡 － 慕尼黑 | 每日1班   |

### 区域运输
奥格斯堡火车总站设有各类区域快车（RE）及区域列车（RB）通往巴特沃里斯霍芬、多瑙沃特、菲森、黑尔加茨、因戈尔施塔特、兰茨贝格、林道、慕尼黑、纽伦堡、奥伯斯多夫、雄高、特罗伊希特林根、乌尔姆和魏尔海姆等地。由于前往慕尼黑的铁路通勤交通流量巨大而造成班次密集，所以这里直至2009年12月13日的运行图调整前，列车都使用双层车厢担当，每列可以搭载近千名乘客。而在此之后，提供区域运输服务的富格尔快车希望在奥格斯堡及慕尼黑之间扩展开行与快铁列车密度相同的班次，并使用440型电力动车组担当。但由于车辆不成熟而导致了众多技术故障，新的动车组直至这项服务开行整整一年后才开始上线运行。自2008年12月起，德铁区域运输旗下的巴伐利亚区域铁路开始开办奥格斯堡至魏尔海姆之间的服务，而自2009年12月起，后者还接管了奥格斯堡至因戈尔施塔特之间的服务。
| 线路  | 走向 | 发车频率               |
| ----- | --- | ---------------------- |
| RE    | 富格尔快车： 慕尼黑 － 梅灵 － 奥格斯堡 － 乌尔姆 / 特罗伊希特林根                                          | 每小时1班              |
| RE/RB | 富格尔快车： 慕尼黑 － 梅灵 － 奥格斯堡 － 丁克尔谢本 / 多瑙沃特                                            | 每小时1班              |
| RE    | 奥格斯堡 － 多瑙沃特 － 特罗伊希特林根 － 纽伦堡                                                            | 两小时1班              |
| RE    | 阿尔高-弗兰肯快车： 纽伦堡 － 奥格斯堡 － 布洛埃 － 考夫博伊伦 － 肯普滕 － 伊门施塔特 － 林道 / 奥伯斯多夫 | 两小时1班              |
| RE    | 奥格斯堡 － 布洛埃 － 考夫博伊伦 － 肯普滕 － 伊门施塔特 － 林道 / 奥伯斯多夫                               | 两小时1班              |
| RE    | 奥格斯堡 － 布洛埃                                                                                          | 两小时1班              |
| RE    | 克尼普-莱希费尔德列车： 奥格斯堡 － 布洛埃 － 蒂尔克海姆（解编） － 巴特沃里斯霍芬 / 明德尔海姆 － 梅明根   | 两小时1班              |
| RB    | 奥格斯堡 － 迈廷根 （－ 多瑙沃特）                                                                          | 每小时1班              |
| RB    | 奥格斯堡 － 格塞尔茨豪森 － 丁克尔谢本                                                                      | 个别班次               |
| RB    | 奥格斯堡 － 布洛埃 － 考夫博伊伦 － 比森霍芬 － 马克特奥伯多夫 － 菲森                                      | 两小时1班              |
| RB    | 奥格斯堡 － 博宾根 － 布洛埃 （－ 考夫博伊伦 － 比森霍芬 － 马克特奥伯多夫）                                | 两小时1班              |
| RB    | 奥格斯堡 － 博宾根（个别班次：－ 施瓦布明兴 － 布洛埃）                                                     | 每小时1班              |
| RB    | 克尼普-莱希费尔德列车： 奥格斯堡 － 博宾根 － 考费林格 － 兰茨贝格                                          | 每小时1班              |
| BRB   | 奥格斯堡-奥伯豪森 － 奥格斯堡 － 梅灵 － 盖尔滕多夫 － 魏尔海姆 － 雄高                                     | 每小时1班              |
| BRB   | （奥格斯堡-奥伯豪森 －） 奥格斯堡 － 梅灵 （－ 盖尔滕多夫）                                                 | 每小时1班 （高峰时段） |
| BRB   | 奥格斯堡 － 弗里德贝格 － 艾夏赫（每小时1班：－ 因戈尔施塔特）                                              | 半小时1班              |
| BRB   | 奥格斯堡 － 弗里德贝格                                                                                      | 半小时1班              |

### 货物运输

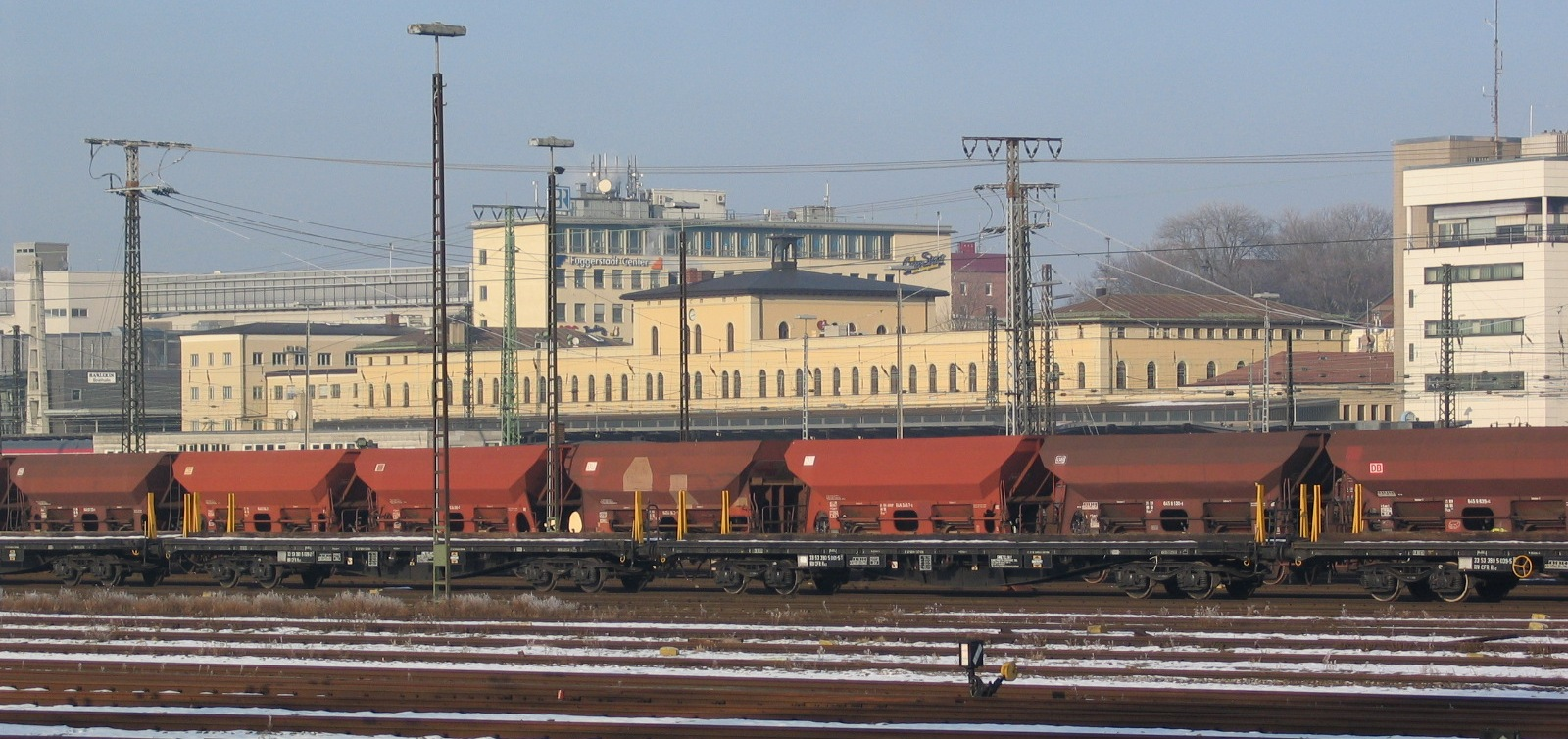
编组场

客运站场以西是很大程度上经过重建的奥格斯堡编组站，它被分为三个部分。编组站南部是奥格斯堡莫雷尔大街车站的起点，并一直延伸至驼峰。中间部分则是铁路停车场，并在东侧则设有尽头线和装运线。在这之后是编组站北部，轨道在此会汇入主线。
编组站如今仅用于地方性的货运（连同奥格斯堡地方铁路一起）或作为车厢及机车的停放点。此外，轨道工程车辆也驻扎于此。从火车总站/莫雷尔大街车站至豪恩斯泰特大街（Haunstetterstraße）之间的尽头线及装运线东南部设施已被拆除，从而使得货运列车的通行能力被限制为每三小时1班。由于这种巨大的货运流量跌幅，铁路货车大多被转移至纽伦堡编组站及慕尼黑北编组站装卸。